# Garvan Point
Der Garvan Point (bulgarisch Нос Гарван Nos Garwan) ist eine Landspitze an der Südküste der Trinity-Halbinsel im Norden des Grahamlands auf der Antarktischen Halbinsel. Sie bildet die Ostseite der Einfahrt zur Retizhe Cove und liegt 5,82 km ostnordöstlich des Boil Point. Die Camel Nunataks ragen 8,68 km südöstlich der Landspitze auf.
Deutsche und britische Wissenschaftler nahmen 1996 ihre Kartierung vor. Die bulgarische Kommission für Antarktische Geographische Namen benannte sie am 6. Dezember 2010 nach der Ortschaft Garwan im Nordosten Bulgariens.